# Российское правительство (1919)
Росси́йское прави́тельство (Прави́тельство Российского госуда́рства, «О́мское прави́тельство», также известно как Прави́тельство Колчака́, Колча́ковское прави́тельство) — высший орган государственной власти, образованный в результате событий 18 ноября 1918 года в Омске, во главе с Верховным правителем России адмиралом А. В. Колчаком.

## Состав Правительства
Правительство было составлено из Верховного правителя, Совета Министров и Совета Верховного правителя. Также в правительство входило Чрезвычайное Государственное Экономическое Совещание, которое позднее было преобразовано в Государственное Экономическое Совещание. 17 декабря 1918 года при «Омском правительстве» было создано особое Подготовительное совещание, занимавшееся вопросами внешней политики и координирующее деятельность с делегацией Русского Политического Совещания, представляющей Россию на Парижской мирной конференции. При Колчаке был восстановлен Правительствующий Сенат (высшая судебная инстанция). Департамент милиции и государственной охраны, официально включенный в состав Министерства Внутренних дел, фактически был самостоятельной структурой. Руководство идеологической работой было возложено на Центральный осведомительный отдел при Главном штабе и Отдел печати при канцелярии Совета Министров. Правительство состояло в основном из бывших членов делового (Всероссийского) Совета Министров Уфимской директории, содействовавших перевороту Колчака. Объединяло сибирских областников кадетского направления, кадетов, народных социалистов и др.

## Постоянные органы Правительства

### Верховный правитель России
Верховный правитель России как глава государства сосредоточил в своих руках все ветви власти: исполнительную, законодательную, судебную. Он обладал неограниченной властью. Он являлся высшей руководящей инстанцией. Любой законодательный акт становился действующим лишь после подписи Верховным правителем. Также Верховный правитель являлся одновременно и Верховным Главнокомандующим.
Власть Верховного правителя рассматривалась как исключительно временная, до победы над большевиками и созыва Учредительного собрания.

### Совет Министров
При Колчаке Совмин был наделен чрезвычайно широкими полномочиями. Это был орган не только исполнительной, но и законодательной власти. Совет Министров рассматривал проекты указов и законов до утверждения их Верховным правителем.
По постановлению Правительствующего Сената члены Правительства (министры, товарищи министров, помощники министров) 29 января 1919 года Архиепископом Сильвестром были приведены к присяге: " Обещаюсь и клянусь перед Богом и своей совестью быть верным и неизменно преданным Российскому Государству, как своему отечеству. Обещаюсь и клянусь служить ему не щадя жизни моей, не увлекаясь ни родством, ни дружбой, ни враждой, ни корыстью и помятуя единственно о возрождении и преуспеянии Государства Российского. Обещаюсь и клянусь повиноваться Российскому Правительству, возглавляемому Верховным Правителем, впредь до установления образа правления свободно выраженной волей народа. В заключение данной мной клятвы осеняю себя крестным знамением и целую слова и крест Спасителя моего. Аминь!"
Состав Совета Министров:
- Председатель Совета Министров (П. В. Вологодский, В. Н. Пепеляев)
- Министр внутренних дел (А. Н. Гаттенбергер, В. Н. Пепеляев, А. А. Червен-Водали)
- Министр иностранных дел (Ю. В. Ключников, И. И. Сукин, С. Н. Третьяков)
- Министр финансов (И. А. Михайлов, Л. В. Гойер, П. А. Бурышкин)
  - Товарищ (заместитель) министра финансов (И. Н. Хроновский)
- Министр юстиции (С. С. Старынкевич, Г. Г. Тельберг, А. П. Морозов)
- Военный министр (Н. А. Степанов, Д. А. Лебедев, М. К. Дитерихс, А. П. Будберг, М. В. Ханжин)
- Морской министр (М. И. Смирнов)
- Министр труда (Л. И. Шумиловский)
- Министр земледелия и колонизации (Н. И. Петров)
- Министр путей сообщения (Л. А. Устругов, А. М. Ларионов)
- Министр народного просвещения (В. В. Сапожников, П. И. Преображенский)
- Министр торговли и промышленности (Н. Н. Щукин, И. А. Михайлов, С. Н. Третьяков, А. М. Окороков)
- Министр продовольствия (с 27 декабря 1918 — продовольствия и снабжения) (Н. С. Зефиров, К. Н. Неклютин)
- Министр снабжения (до 27 декабря 1918) (И. И. Серебренников)
- Государственный контролёр Совета Министров (Г. А. Краснов)
- Управляющий делами Верховного правителя и Совета Министров (Г. Г. Тельберг, Г. К. Гинс).

### Совет Верховного правителя

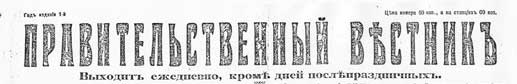
Логотип официального органа правительства

Совет Верховного правителя — формально — консультативный орган при правительстве Верховного правителя, фактически — орган принятия основных политических решений, законодательно оформлявшихся указами Верховного правителя, Советом Министров. Он был учреждён приказом Колчака от 21 ноября 1918 года. В его состав входили:
1. Вологодский П. В.
2. Гаттенбергер А. Н. (с мая 1919 его сменил Пепеляев В. Н.)
3. Михайлов И. А.
4. Тельберг Г. Г.
5. Сукин И. И. (до него — Ключников Ю. В.)
6. Любое лицо (возможно и несколько) по личному усмотрению Верховного Правителя

Совету Верховного Правителя суждено было обратиться в своего рода «звездную палату». Основная цель его — установить общие линии политики — с самого начала стушевалась перед злободневной: устранить закулисные влияния.
Результатом создания Совета Верховного правителя стало то, что Совет министров оказался отрешен от политики. Совет Министров утратил многие свои исполнительные функции, сосредоточившись почти исключительно на законодательной деятельности. Так, однако, продолжалось недолго.
Центральное место в Совете Верховного правителя занял министр финансов И. А. Михайлов. Он был одним из самых влиятельных членов правительства, популярность его, однако, была невысока. Под давлением общественности 16 августа 1919 года Михайлов был отправлен в отставку. После этого Совет Верховного правителя стал собираться крайне нерегулярно, а его значение практически сошло на нет. После падения Омска ни разу не собирался.

## Временные органы Правительства

### Чрезвычайное Государственное экономическое совещание
Через несколько дней после переворота последний государственный контролёр царского правительства, С. Г. Федосьев подал Колчаку записку об учреждении Чрезвычайного Государственного Экономического совещания. По первоначальному проекту предполагалось преобладание в нём представителей от торговли и промышленности. Совет Министров расширил представительство от кооперации. В таком виде указ был утвержден Верховным правителем 22 ноября 1918. Первоначально был практически исключительно бюрократической организацией с задачей разработки экстренных мероприятий в области финансов, снабжения армии и восстановления торгово-промышленного аппарата, потенциально мог стать представительным органом, что и случилось 2 мая 1919, когда ЧГЭС было преобразовано в Государственное Экономическое совещание. В состав ЧГЭС входили:
- Председатель ЧГЭС — С. Г. Федосьев
- Министр финансов
- Военный министр
- Министр продовольствия и снабжения
- Министр торговли и промышленности
- Министр путей сообщения
- Государственный контролёр
- 3 представителя правлений частных и кооперативных банков
- 5 представителей Всероссийского Совета Съездов торговли и промышленности
- 3 представителя Совета Кооперативных Съездов

### Государственное экономическое совещание
Государственное экономическое совещание (ГЭС) — представительный орган разрабатывавший экстренные мероприятия в области финансов, снабжения армии и восстановления торгово-промышленного аппарата. Был создан указом Верховного правителя от 2 мая 1919. Торжественное открытие состоялось 19 июня 1919 года в Омске. Включал в свой состав 60 членов — министров, представителей от банков, кооперативов, земских собраний и городских дум, а также от Сибирского, Уральского, Оренбургского и Забайкальского казачьих войск. Председателем данного органа был Г. К. Гинс. После взятия Омска красными ГЭС переехало в Иркутск, где после 8 декабря заседания были возобновлены.
Все проекты Чрезвычайного государственного экономического совещания и Государственного экономического совещания могли начать воплощаться в жизнь только после утверждения их Верховным правителем.

### Органы политического контроля
После прихода к власти А. В. Колчак начал формирование системы органов политического контроля, в состав которой вошли армейская контрразведка, военный контроль, государственная охрана и некоторые другие структуры. Органы политического контроля занимались проверкой служащих государственного аппарата, выявлением политических противников, осуществляли функции цензуры. Органы политического контроля принимали непосредственное участие в терроре по отношению к политическим противникам белого движения.

## Внешняя политика и международное признание
Российское правительство было признано на международном уровне формально (де-юре) только одним государством — Королевством Сербов, Хорватов и Словенцев. В конце июня 1919 года в Омск прибыл поверенный в делах Югославского МИДа Й. Миланкович. Посланником в Белграде был утверждён В. Н. Штрандман.
Де-факто Российское правительство было признано странами Антанты (союзницами России по Первой мировой войне) и странами, возникшими после крушения европейских империй — Чехословакией, Финляндией, Польшей, государствами Прибалтики.

## Конец правительства

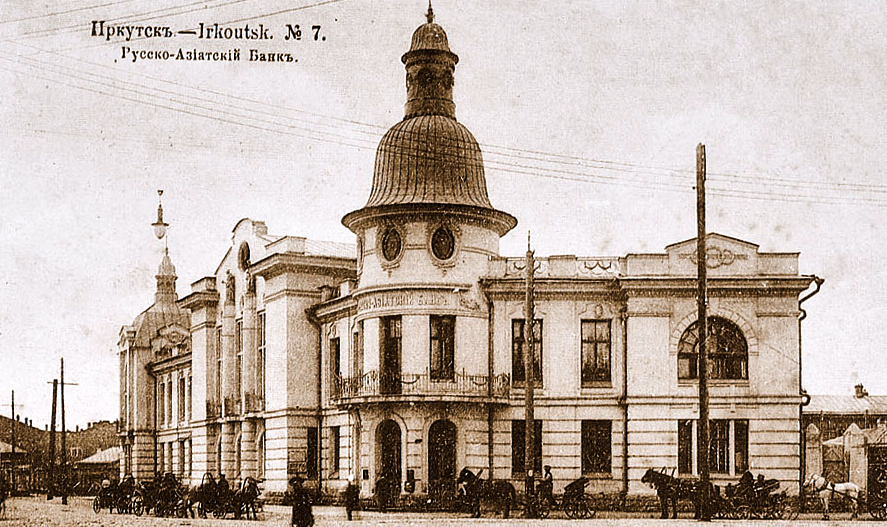
Здание Совета Министров в Иркутске

Накануне падения Омска, утром 10 ноября 1919 года Совет Министров выехал в Иркутск по Транссибирской железной дороге. Здесь он оказался оторванным от армии и от Верховного правителя. 14 ноября пал Омск, фронт разваливался. Подавленный неудачами, Вологодский подал в отставку, которая была принята 21 ноября. Сформировать новое правительство было поручено Пепеляеву, который вскоре уехал из Иркутска к Колчаку.
По всей Сибири начались массовые восстания, белые неумолимо отступали на восток. В этой обстановке 21 декабря 1919 года в Черемхово вспыхнуло рабочее восстание, 24-го поддержанное в самом Иркутске. Руководство над Правительством взял на себя управляющий министерством внутренних дел А. А. Червен-Водали. 28-го он вместе с военным министром М. В. Ханжиным и временно управляющим министерством путей сообщения А. М. Ларионовым образовал оперативный орган государственного управления — так называемую «троекторию». Из-за пассивности чехословаков, объявивших о своём нейтралитете, «троектория», не имевшая должного количества войск под рукой, была вынуждена пойти на переговоры с лидерами антиколчаковского восстания. Осознавая близость своего краха, Колчак 4 января 1920 года подписал указ о предрешении своего отречения в пользу генерала Деникина, которому власть планировалось передать по прибытии в Верхнеудинск; власть на Востоке России переходила к атаману Семёнову.
5 января власть над Иркутском оказалась в руках эсеро-меньшевистского Политцентра. Российское правительство было низложено.
Премьер-министр В. Н. Пепеляев был расстрелян вместе с А. В. Колчаком 7 февраля 1920 года.

### Периодическая печать
- Ежедневная газета «Советская Сибирь» № 110 (181). Суббота 22 мая 1920 года. Омск (статья: суд над членами правительства Колчака)
- Ежедневная газета «Советская Сибирь» № 111 (182). Воскресенье 23 мая 1920 года. Омск (статья: суд над членами правительства Колчака)
- Ежедневная газета «Советская Сибирь» № 113 (184). Среда 26 мая 1920 года. Омск (статья: суд над членами правительства Колчака)
- Ежедневная газета «Советская Сибирь» № 115 (186). Пятница 28 мая 1920 года. Омск (статья: суд над членами правительства Колчака)
- Ежедневная газета «Советская Сибирь» № 117 (188). Воскресенье 30 мая 1920 года. Омск (статья: суд над членами правительства Колчака)
- Ежедневная газета «Советская Сибирь» № 120 (191). Пятница 4 июня 1920 года. Омск (статья: суд над членами правительства Колчака)

### Научно-историческая
- Мельгунов С. П. Трагедия адмирала Колчака. В 2-х кн. — М., 2005.
- Зимина В. Д. Белое дело взбунтовавшейся России: Политические режимы Гражданской войны. 1917—1920 гг. — М., 2006. — ISBN 5-7281-0806-7.
- Цветков В. Ж. Белое дело в России. 1919 г. (формирование и эволюция политических структур Белого движения в России). — М.: Посев, 2009. — 636 с. — 250 экз. — ISBN 978-5-85824-184-3.
- Шмелев А. В. Внешняя политика правительства адмирала Колчака, 1918—1919. — СПб. : Европейский университет в Санкт-Петербурге, 2017. — 266 с. : ил., портр. — (Эпоха войн и революций) — ISBN 978-5-94380-221-8

### Мемуары
- Серебренников И. И. Гражданская война в России: Великий отход. — М., 2003.
- Гинс Г. К. Сибирь, союзники и Колчак. — М.: Айрис-Пресс, 2008. — 670, [1] с., [12] л. фот.